# Линде, Анн
Анн Кристин Линде (швед. Ann Christin Linde; род. 4 декабря 1961, Хельсингборг) ― шведский политический и государственный деятель. Член Социал-демократической рабочей партии Швеции. В прошлом — министр иностранных дел Швеции (2019—2022), председатель Организации по безопасности и сотрудничеству в Европе (ОБСЕ) (2021).

## Биография
Родилась 4 декабря 1961 года.
Получила степень бакалавра политологии, социологии и экономики Стокгольмского университета.
В 1980-х годах работала в нескольких неправительственных организациях. На протяжении 1990-х годов Линде работала в различных государственных учреждениях, включая министерство по гражданским делам, занимая как политические, так и неполитические должности. 
Была международным секретарём Социал-демократической рабочей партии Швеции с 2000 по 2013 год. В тот же самый период она занимала пост вице-председателя Международного центра Улофа Пальме и члена правления Мемориального фонда Анны Линд. Была политическим советником при министре по вопросам ЕС Матсе Хеллстрёме и министре иностранных дел и обороны Бьёрне фон Сюдове.
В 2013―2014 годах занимала пост главы Международного департамента Партии европейских социалистов в Брюсселе ― организации, которая объединяет все социал-демократические партии в ЕС.
С 2014 по 2016 год занимала пост государственного секретаря в Министерстве внутренних дел Швеции, а также работала на посту государственного секретаря в Министерстве юстиции.
25 мая 2016 года получила пост министра внешней торговли в Министерстве иностранных дел Швеции в первом кабинете Лёвена. Одновременно до 21 января 2019 года являлась министром по делам ЕС в аппарате премьер-министра, а с 21 января 2019 года — министром по сотрудничеству Северных стран.
10 сентября 2019 года получила портфель министра иностранных дел во втором кабинете во главе со Стефаном Лёвеном. Сохранила пост в правительстве Магдалены Андерссон. 5 июля 2022 года подписала протокол по вступлению Швеции в НАТО. Правительство ушло в отставку 18 октября.
22 декабря 2023 года была назначена исполнительным комитетом  Социал-демократической рабочей партии Швеции новым председателем Фондом памяти Анны Линд — убитого министра иностранных дел Швеции.

## Личная жизнь
Живёт в Стокгольме. В 1989 году вышла замуж за Матса Эриксона (Mats Erikson). В браке родила двоих детей.